# Olympische Jugend-Sommerspiele 2010/Teilnehmer (Estland)
| Gelbes Symbol für Goldmedaillen mit stilisierten Olympischen Ringen | Graues Symbol für Silbermedaillen mit stilisierten Olympischen Ringen | Braundes Symbol für Bronzemedaillen mit stilisierten Olympischen Ringen |
| ------------------------------------------------------------------- | --------------------------------------------------------------------- | ----------------------------------------------------------------------- |
| —                                                                   | —                                                                     | —                                                                       |

Die Jugend-Olympiamannschaft aus Estland für die I. Olympischen Jugend-Sommerspiele vom 14. bis 26. August 2010 in Singapur bestand aus acht Athleten. Sie konnten keine Medaille gewinnen.

## Athleten nach Sportarten

### Judo
Mädchen
- Natalia Rak
Klasse bis 63 kg: 9. Platz
Mixed: 9. Platz (im Team Barcelona)

### Leichtathletik
| Mädchen - Kaia Soosaar Weitsprung: 4. Platz | Jungen - Joosep Piho Speerwurf: 15. Platz |

### Rudern
Mädchen
- Eglit Võsu
Einzel: 14. Platz

### Schwimmen
| Mädchen - Katriin Kersa 50 m Freistil: 20. Platz (Vorlauf) 100 m Freistil: 41. Platz (Vorlauf) | Jungen - Pjotr Degtjarjov 50 m Freistil: 9. Platz (Halbfinale) 100 m Freistil: 16. Platz (Halbfinale) - Timo Vaimann 50 m Brust: 11. Platz (Halbfinale) 100 m Brust: 22. Platz (Vorlauf) |

### Segeln
Jungen
- Nikita Rom
Techno 293: 15. Platz